# Acifila
Acifila (lat. Aciphylla) je rod trajnica i grmova iz porodice štitarki. Postoji 44 priznate vrste.

## Vrste
1. Aciphylla anomala Allan
2. Aciphylla aurea W.R.B.Oliv.
3. Aciphylla cartilaginea Petrie
4. Aciphylla colensoi Hook.f.
5. Aciphylla congesta Cheeseman
6. Aciphylla crenulata J.B.Armstr.
7. Aciphylla crosby-smithii Petrie
8. Aciphylla cuthbertiana Petrie
9. Aciphylla dieffenbachii (F.Muell.) Kirk
10. Aciphylla dissecta (Kirk) W.R.B.Oliv.
11. Aciphylla divisa Cheeseman
12. Aciphylla dobsonii Hook.f.
13. Aciphylla ferox W.R.B.Oliv.
14. Aciphylla flexuosa W.R.B.Oliv.
15. Aciphylla glacialis (F.Muell.) Benth.
16. Aciphylla glaucescens W.R.B.Oliv.
17. Aciphylla gracilis W.R.B.Oliv.
18. Aciphylla hectori Buchanan
19. Aciphylla hookeri Kirk
20. Aciphylla horrida W.R.B.Oliv.
21. Aciphylla indurata Cheeseman
22. Aciphylla inermis W.R.B.Oliv.
23. Aciphylla kirkii Buchanan
24. Aciphylla latibracteata W.R.B.Oliv.
25. Aciphylla lecomtei J.W.Dawson
26. Aciphylla leighii Allan
27. Aciphylla lyallii Hook.f.
28. Aciphylla monroi Hook.f.
29. Aciphylla montana J.B.Armstr.
30. Aciphylla multisecta Cheeseman
31. Aciphylla pinnatifida Petrie
32. Aciphylla polita (Kirk) Cheeseman
33. Aciphylla poppelwellii Petrie
34. Aciphylla scott-thomsonii Cockayne & Allan
35. Aciphylla similis Cheeseman
36. Aciphylla simplex Petrie
37. Aciphylla simplicifolia (F.Muell.) Benth.
38. Aciphylla spedenii Cheeseman
39. Aciphylla squarrosa J.R.Forst. & G.Forst.
40. Aciphylla stannensis J.W.Dawson
41. Aciphylla subflabellata W.R.B.Oliv.
42. Aciphylla takahea W.R.B.Oliv.
43. Aciphylla traillii Kirk
44. Aciphylla traversii (F.Muell.) Hook.f.
45. Aciphylla trifoliolata Petrie
46. Aciphylla verticillata W.R.B.Oliv.